# Melampsorella caryophyllacearum
Melampsorella caryophyllacearum (DC.) J. Schröt. – gatunek grzybów z typu rdzowców (Pucciniales). Grzyb mikroskopijny, wywołujący u roślin chorobę zwaną rdzą jodły i goździkowatych. U jodły objawia się ona powstawaniem tzw. czarcich mioteł.

## Systematyka i nazewnictwo
Pozycja w klasyfikacji według Index Fungorum: Pucciniastraceae, Pucciniales, Incertae sedis, Pucciniomycetes, Pucciniomycotina, Basidiomycota, Fungi.
Po raz pierwszy zdiagnozował go w 1805 r. Casimir Pyrame de Candolle nadając mu nazwę Uredo caryophyllacearum. Obecną, uznaną przez Index Fungorum nazwę nadał mu Joseph Schröter w 1874 r.

Synonimy:
- Aecidium elatinum Alb. & Schwein. 1805
- Caeoma cerastii (Pers.) Schltdl. 1824
- Caeoma elatinum (Alb. & Schwein.) Link 1825
- Melampsora cerastii G. Winter 1881
- Melampsoridium caryophyllacearum (DC.) Blanchette & Biggs 2013
- Peridermium elatinum Kunze & J.C. Schmidt 1817
- Uredo caryophyllacearum DC. 1805
- Uredo cerastii J. Schröt.
- Uredo pustulata ß cerastii Pers. 1801

## Cykl życiowy
Jest to pasożyt dwudomowy różnych gatunków jodeł (Abies) i roślin z rodziny goździkowatych (Caryophyllaceae). Jest rdzą pełnocyklową, wytwarzająca wszystkie typowe dla rdzowców rodzaje zarodników. Na jodłach powstają spermogonia i ecja, na roślinach goździkowatych uredinia i telia. U obydwu żywicieli powoduje infekcję systemiczną i trwałą.
Pod koniec maja sporydia patogenu infekują tegoroczne pędy jodły. Okres inkubacji trwa około 4 miesięcy. Początkowo w miejscu infekcji na pędzie pojawia się nabrzmienie. Dopiero w następnym roku w miejscu tym tworzy się czarcia miotła, a w lecie w jej igłach powstają spermogonia i ecja. Igły silnie przerośnięte są grzybnią patogenu. Może ona zimować w nich przez kilkadziesiąt lat, co roku produkując ecjospory. Zakażają one liście i pędy drugiego żywiciela, którym są rośliny goździkowate. Powstają na nich zarodniki innego typu – urediniospory, a później teliospory. Na wieloletnich roślinach goździkowatych grzybnia może również zimować, i w następnym roku znów wytwarzać urediniospory. Teliospory zimują na roślinach goździkowatych, a wiosną kiełkują w podstawki, na których powstają sporydia.
Uredinia o średnicy do 0,4 mm, pomarańczowe, pokryte cienką ścianą z centralną porą rostkową. Urediniospory z 2–3 porami rostkowymi. Telia często liczne, w obrębie chlorotycznych plam. Teliospory powstają wewnątrzkomórkowo w naskórku rośliny.

## Występowanie
W Ameryce Północnej i Europie jest szeroko rozprzestrzeniony, Występuje także w Ameryce Południowej i Azji.
Jego żywicielami wśród jodeł są: Abies alba, Abies balsamea, Abies cephalonica, Abies concolor, Abies lasiocarpa, Abies nordmanniana, Abies pinsapo, Abies sacchalinense var. mayriana. Wśród roślin goździkowatych są to: Arenaria serpyllifolia, Cerastium alpinum, Cerastium arcticum, Cerastiuma arvense, Cerastium cerastoides, Cerastium fontanum, Cerastium glomeratum, Cerastium latifolium, Cerastium pumilum, Cerastium semidecandrum, Cerastium tomentosum, Moehringia trinervia, Myosoton aquaticum, Stellaria alsine, Stellaria crassifolia, Stellaria graminea, Stellaria holostea, Stellaria media, Stellaria nemorum, Stellaria palustris.

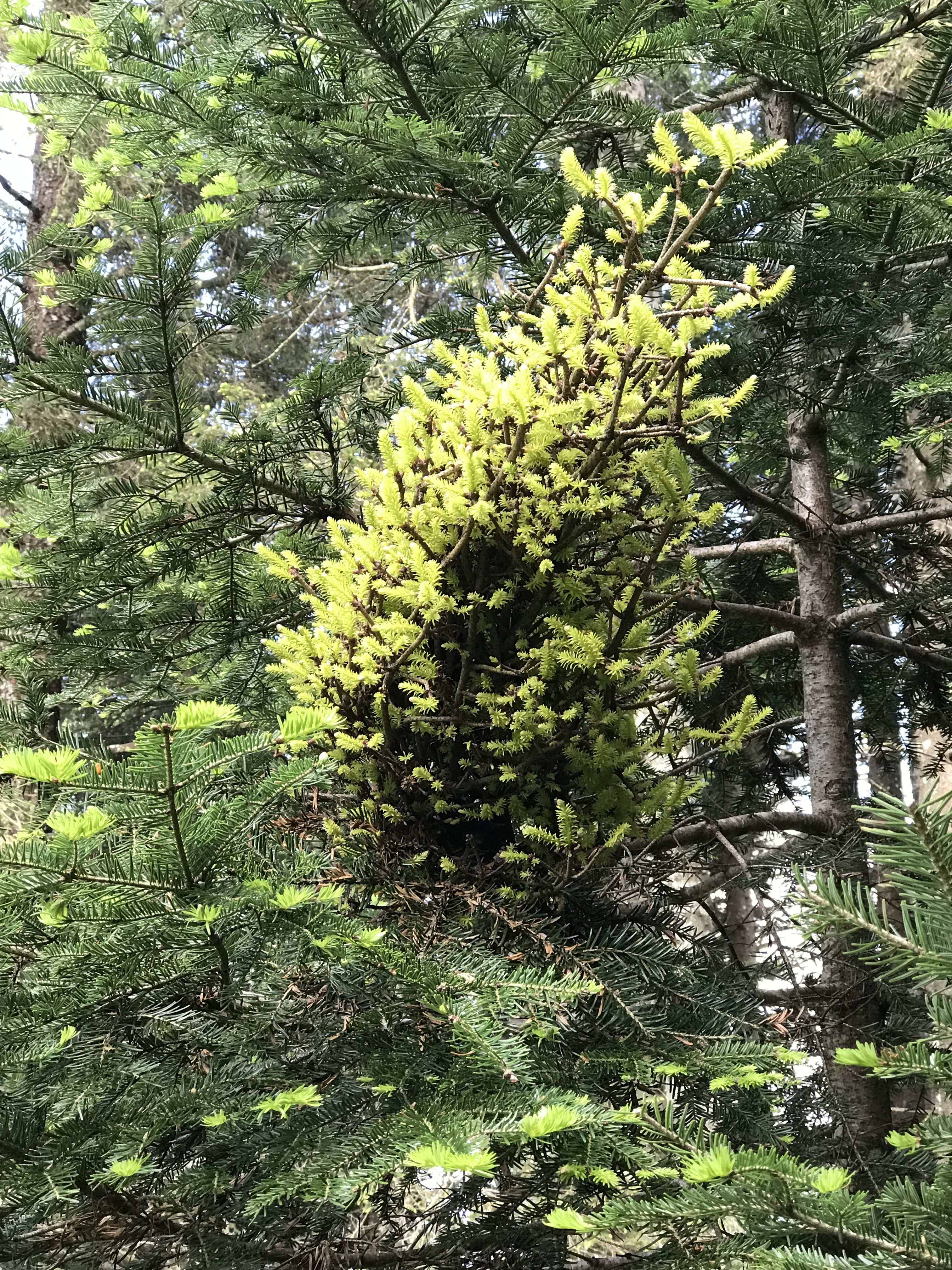
Melampsorella caryophyllacearum (Gałąź)
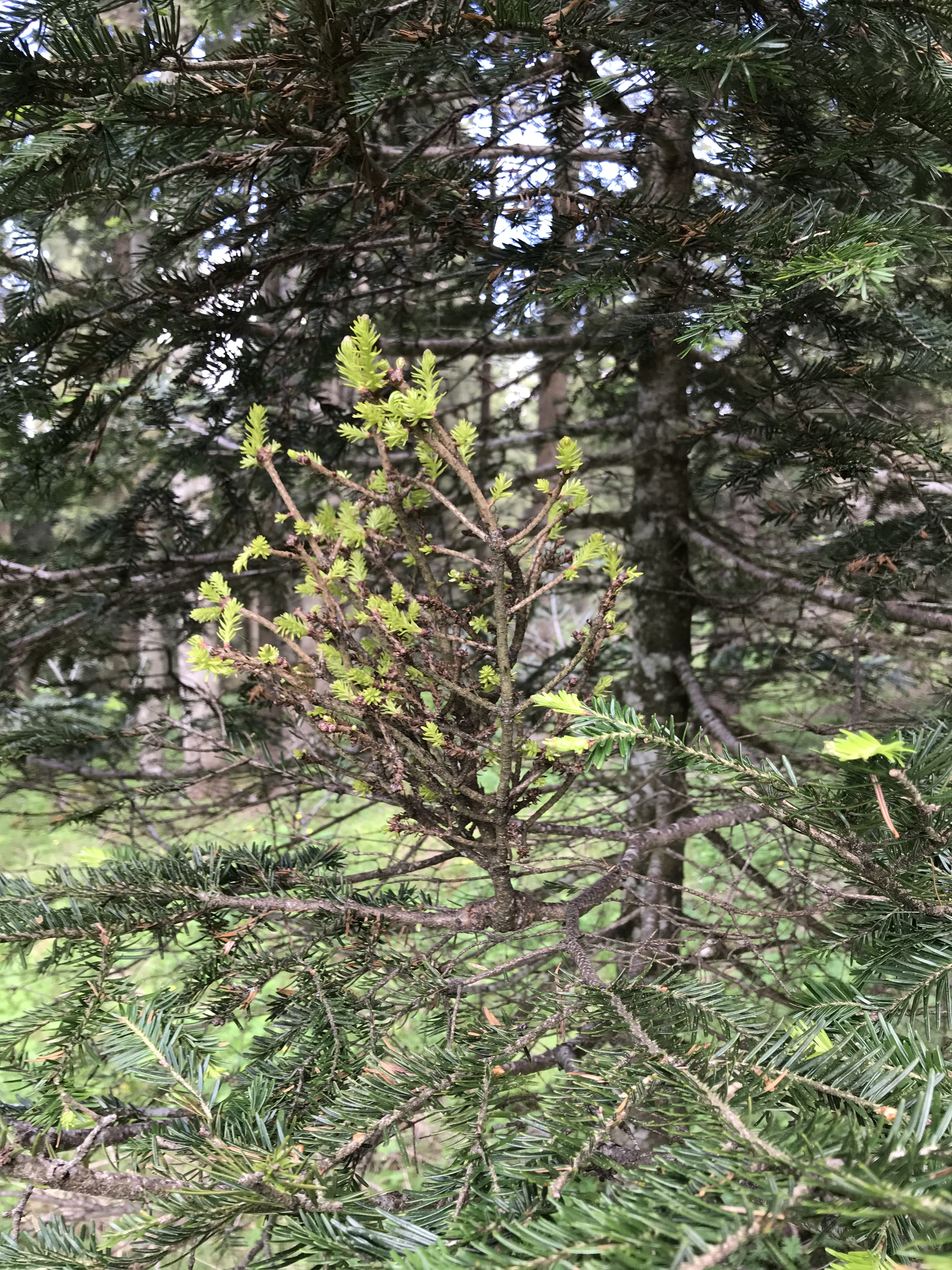
Melampsorella caryophyllacearum (Gałąź)
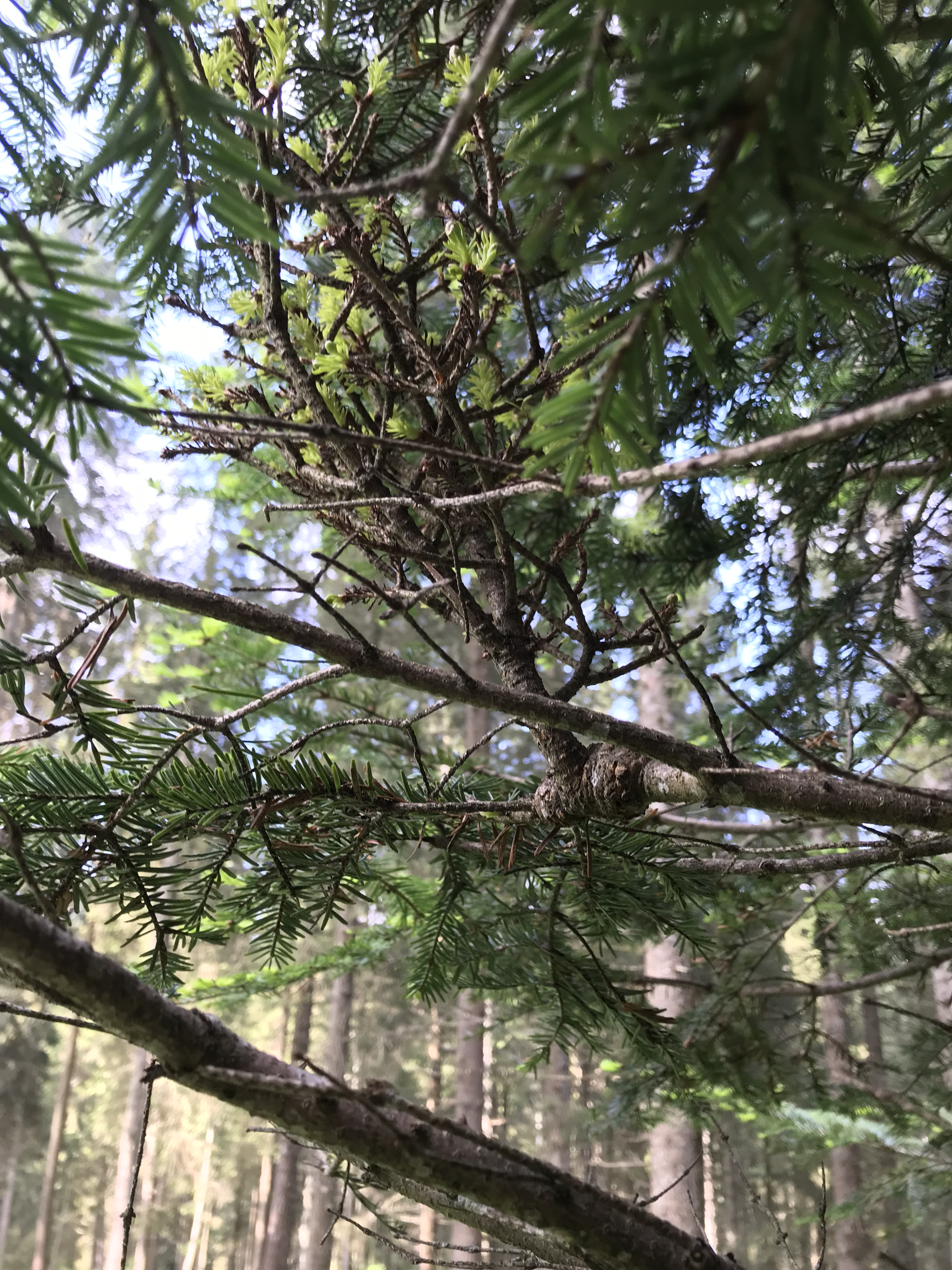
Melampsorella caryophyllacearum (Gałąź)
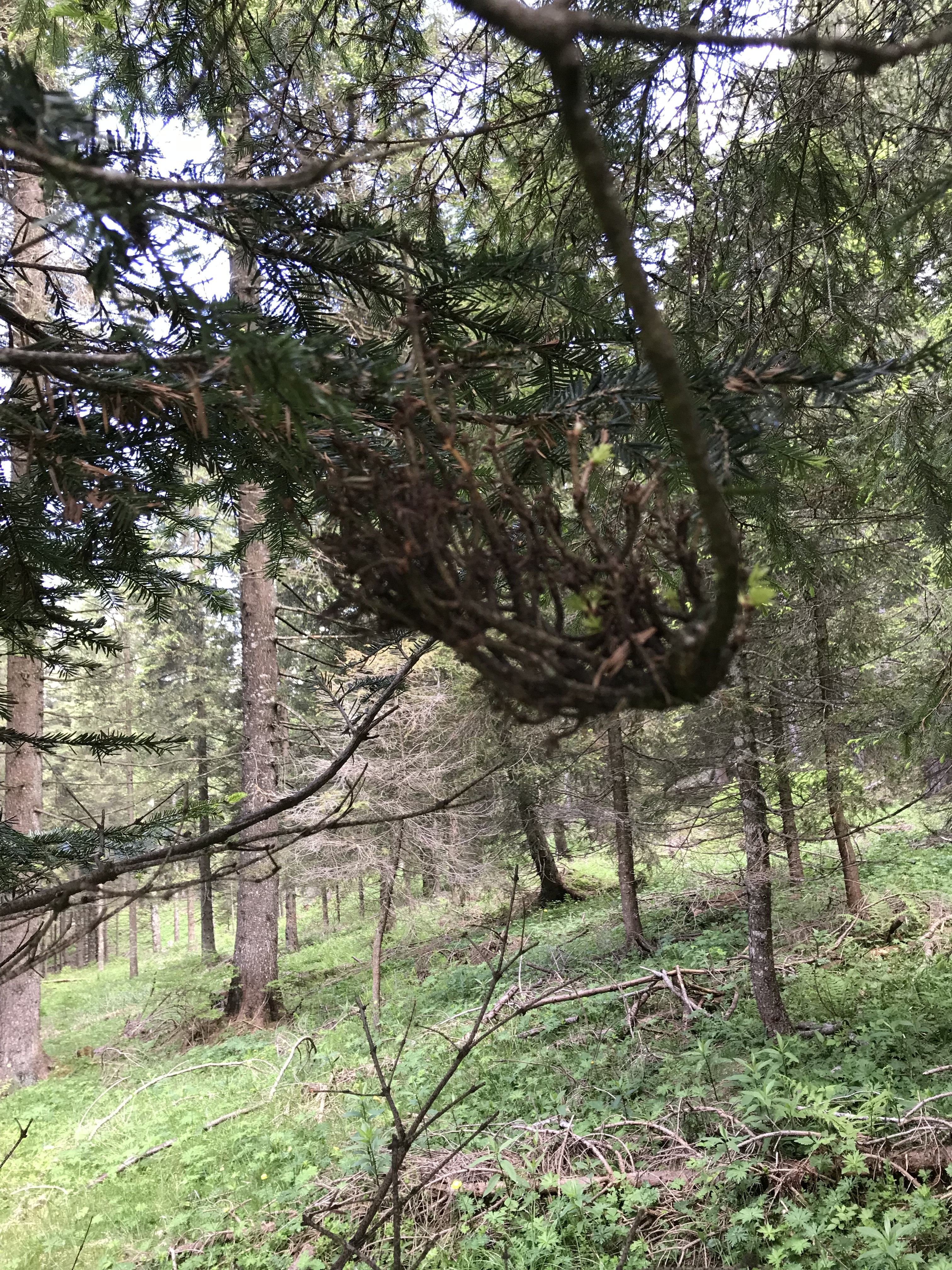
Melampsorella caryophyllacearum (Gałąź)
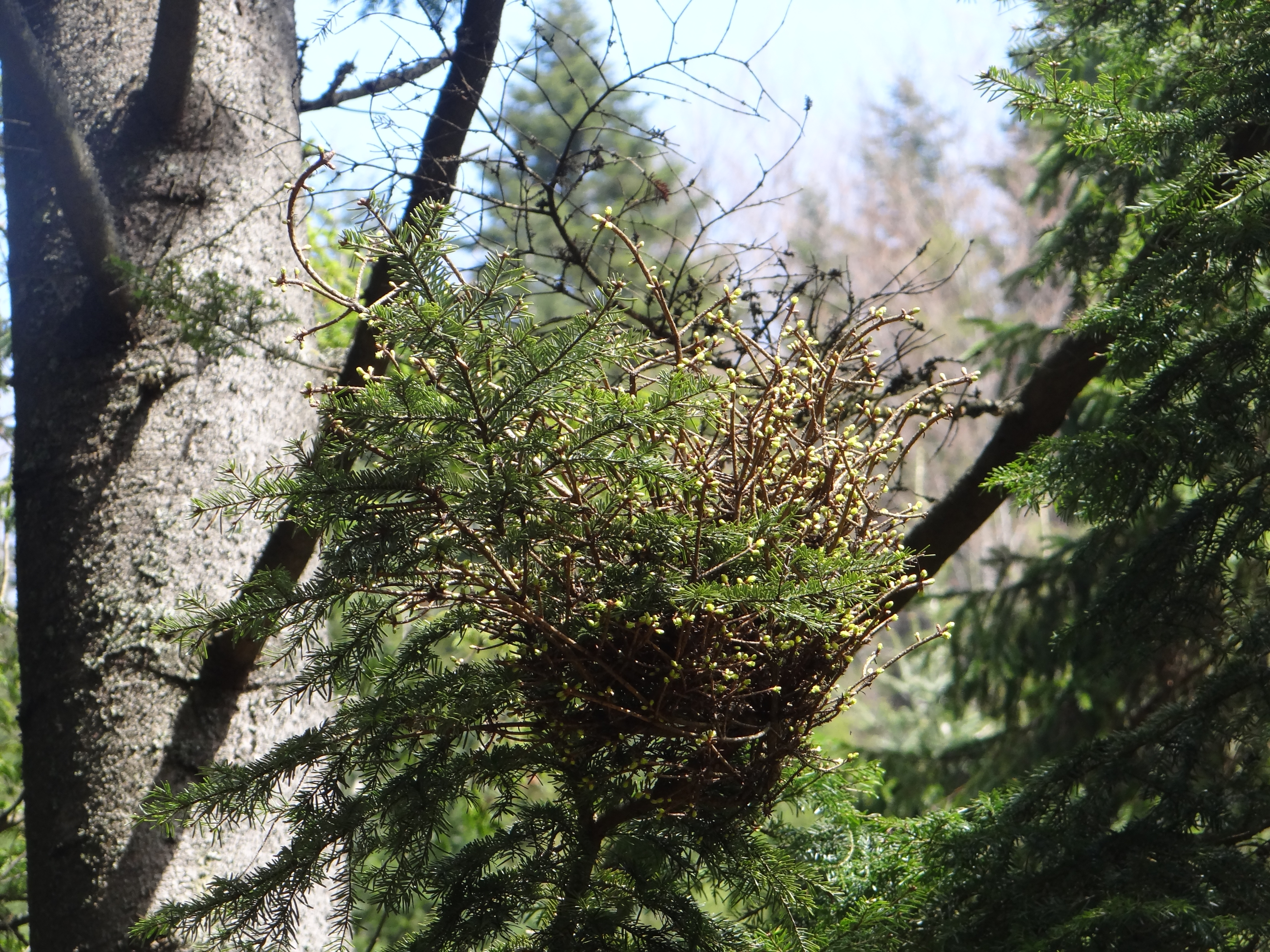
Melampsorella caryophyllacearum (Gałąź)
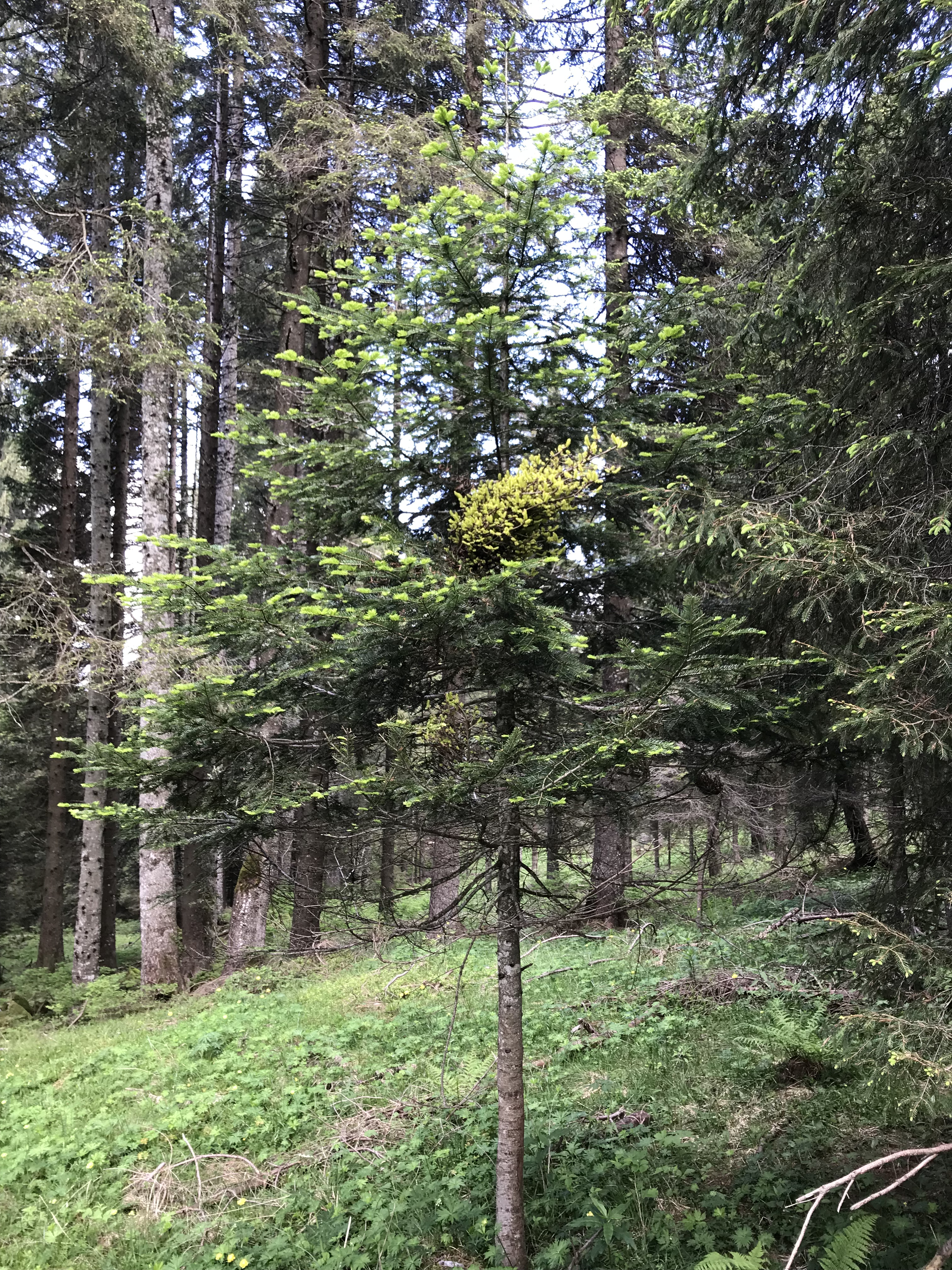
Melampsorella caryophyllacearum (Młody jodła pospolita)
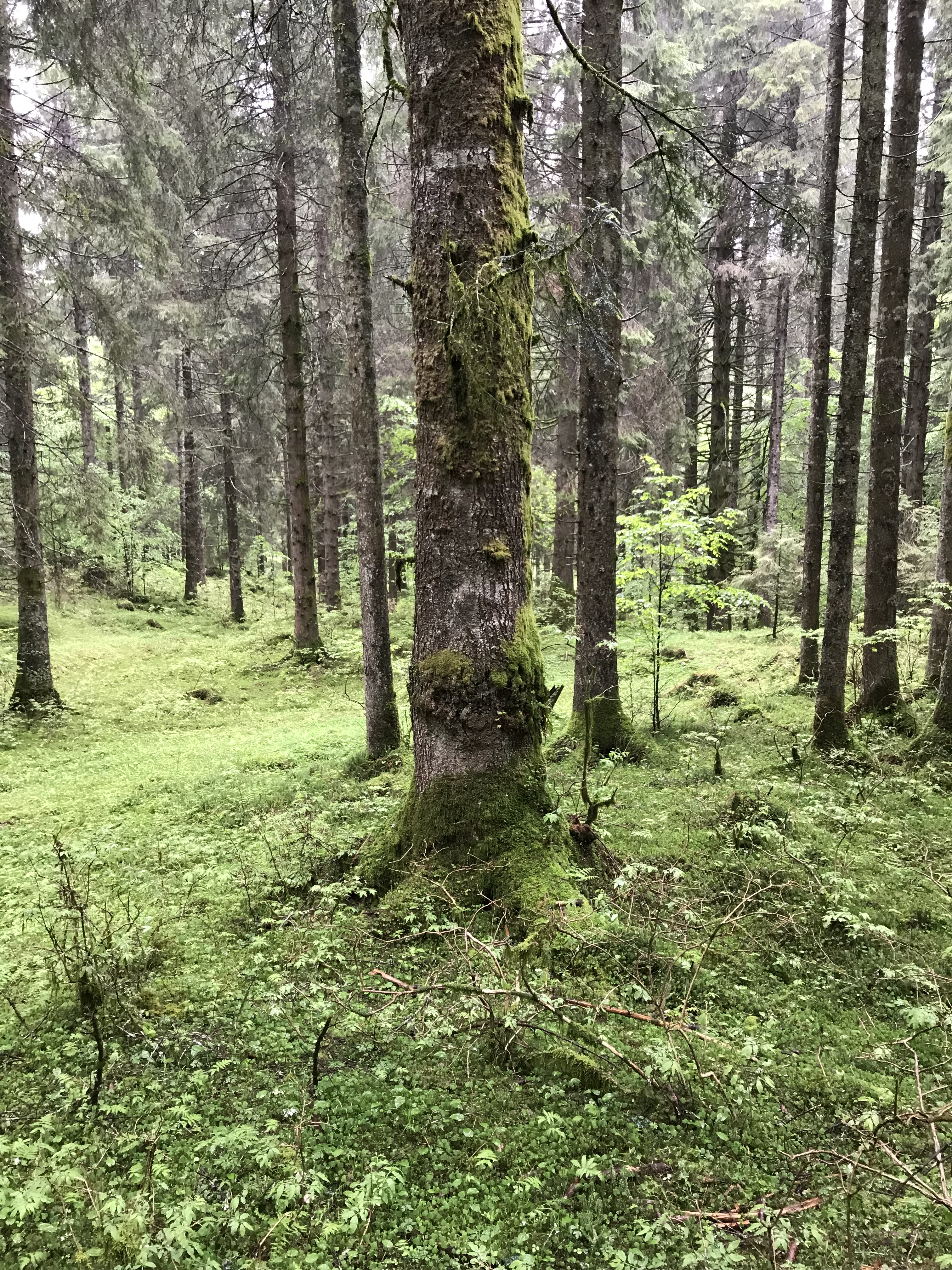
Melampsorella caryophyllacearum (Pień)